# 世田谷 (世田谷區)
世田谷（日语：／ Setagaya */?）是日本東京都世田谷區的町名。現行行政地名為世田谷一丁目至四丁目。人口15,700人，面積0.772平方公里。

## 地理
位於東京都世田谷區中央，鄰接梅丘、若林、上馬、弦卷、櫻、豪德寺。也是世田谷區役所所在地。
北邊烏山川綠道下方是已暗渠化的烏山川。烏山川也在町內留下了八幡橋、城向橋、青葉橋、品川橋等橋名。水準點（世田谷2丁目13番）海拔為38.6993公尺（2006年（平成18年）1月1日）。

## 歷史
繩文前期的聚落遺跡「元宿遺跡」在四丁目內。繩文中期包藏地「淨光寺遺跡」在一丁目。江戶時代，此地多為彦根藩井伊家領地，1633年（寛永10年）至1871年（明治4年）為大場家屋敷，東京都史蹟世田谷代官屋敷在一丁目。

### 地名由來
「世田谷」的「世田」原為「瀨田」，也寫作同音的「勢田」、「勢多」。之後此地屬勢田鄉，因谷地眾多而稱「せたかい」，後「狹」（かい）轉變為同義語「谷」，發音也變為「せたがや」，寫作「世田谷」或「世田ヶ谷」。因此，「世田谷」意為勢田鄉的谷地 。

## 交通
- 東急世田谷線世田谷站、上町站
- 世田谷通
- 駒留通
- 駒澤公園通：巴士

## 設施

### 公共設施
- 世田谷區役所（本廳）：道路另一邊是第一廳舍（第一廳舍、世田谷區民會館、第二廳舍、第三廳舍、停車場）設施群。

### 教育
- 青葉學園幼稚園：學校法人青葉學園的幼稚園。與東京醫療保健大學世田谷校區同建地。
- 世田谷區立櫻小學校
- 東京醫療保健大學世田谷校區。與青葉學園幼稚園同建地。
- 國士館大學：世田谷校區。鄰接國士館中學校及高等學校。
- 世田谷中央看護高等專修學校

### 商業、金融
- 世田谷一郵便局
- 世田谷四郵便局
- 世田谷信用金庫本店
- 三菱東京UFJ銀行世田谷上町支店
- 世田谷站前商店街振興組合
- 襤褸市通櫻榮會商店會
- 上町銀座會
- 城山通商店會
- OZEKI上町店
- SUMMIT STORE松陰神社前店
- 7-11世田谷1丁目店，世田谷中央病院店，世田谷上町店
- FamilyMart世田谷一丁目店
- Lawson世田谷二丁目店，世田谷三丁目店

### 觀光
- 世田谷代官屋敷：東京都史跡[5]，大場家住宅主家與表門建物是國家指定重要文化財[6]。
- 世田谷區立鄉土資料館：世田谷代官屋敷建地內的登錄博物館

## 活動
- 襤褸市（ボロ市）：襤褸市通為中心，12月與隔年1月舉行。

## 管轄公署
- 世田谷總合支所
  - 上町社區營造中心（まちづくりセンター）
- 世田谷保健所
- 世田谷稅務署
- 世田谷都稅事務所
- 東京都水道局世田谷東營業所
- 東京法務局世田谷出張所
- 世田谷年金事務所
- 世田谷警察署
  - 世田谷交番
- 世田谷消防署
- 郵便事業世田谷支店 郵遞區號為154-8799。

## 備註
1. ↑  .   [2013-09-06]. （原始内容存档于2014-07-19）.
2. ↑  世田谷區役所 （页面存档备份，存于）（2007年10月23日 (UTC) 検索）
3. ↑  せたがや統計情報館 水準点の位置と高さ Archive.today的存檔，存档日期2012-07-30（2007年10月23日 (UTC) 検索）
4. ↑  .   [2013-09-05]. （原始内容存档于2018-07-08）.
5. ↑  1952年（昭和27年）11月3日当初指定，1955年（昭和30年）3月28日旧跡，1959年（昭和34年）2月21日旧跡から史跡に種別変更。
6. ↑  1978年（昭和53年）1月21日指定，国指定文化財等データベース （页面存档备份，存于）（名称=大場家住宅（東京都世田谷区世田谷），文化財種類=国宝、重要文化財(建造物) ，種別＝重要文化財 民家，2007年11月22日 (UTC) 検索）

## 外部連結
- 世田谷區官方網站